# 四物湯
四物湯（しもつとう）は、漢方方剤の一。出典は『太平恵民和剤局方』。第2類医薬品。

## 概要
補気剤の一種。
補陰・補血の基本処方だが、単独で用いられることは少なく、多くは血虚を目標とし、他の方剤と合方にして用いられる。

## 適応
体力虚弱で、冷え症で皮膚が乾燥、色つやの悪い体質で胃腸障害のないものの次の諸症：月経不順、月経異常、更年期障害、血の道症、冷え症、しもやけ、しみ、貧血、産後あるいは流産後の疲労回復

## 組成
この節の出典はKEGG 四物湯による
- 当帰（とうき）3.0g
- 川芎（せんきゅう）3.0g
- 芍薬（しゃくやく）3.0g
- 熟地黄（じゅくじおう）3.0g

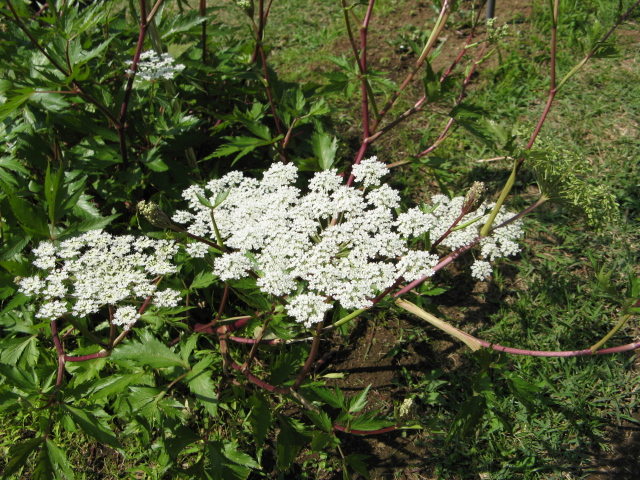
当帰
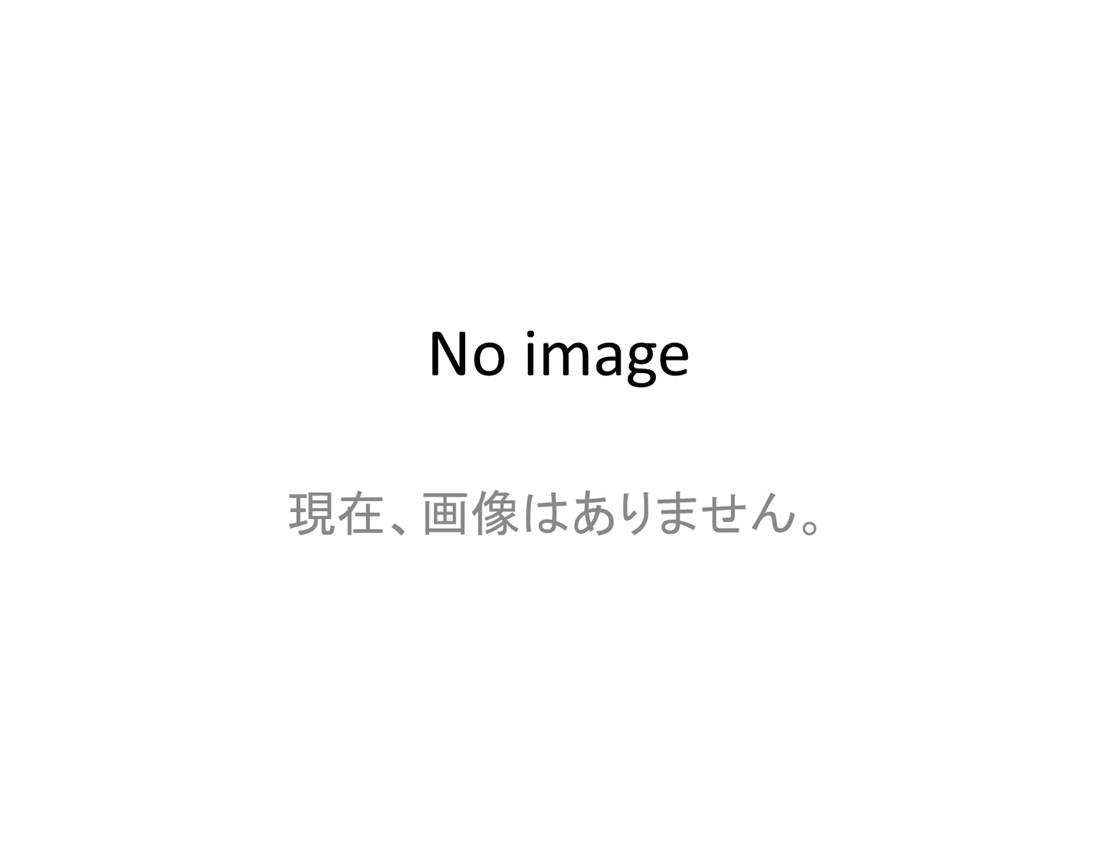
川芎
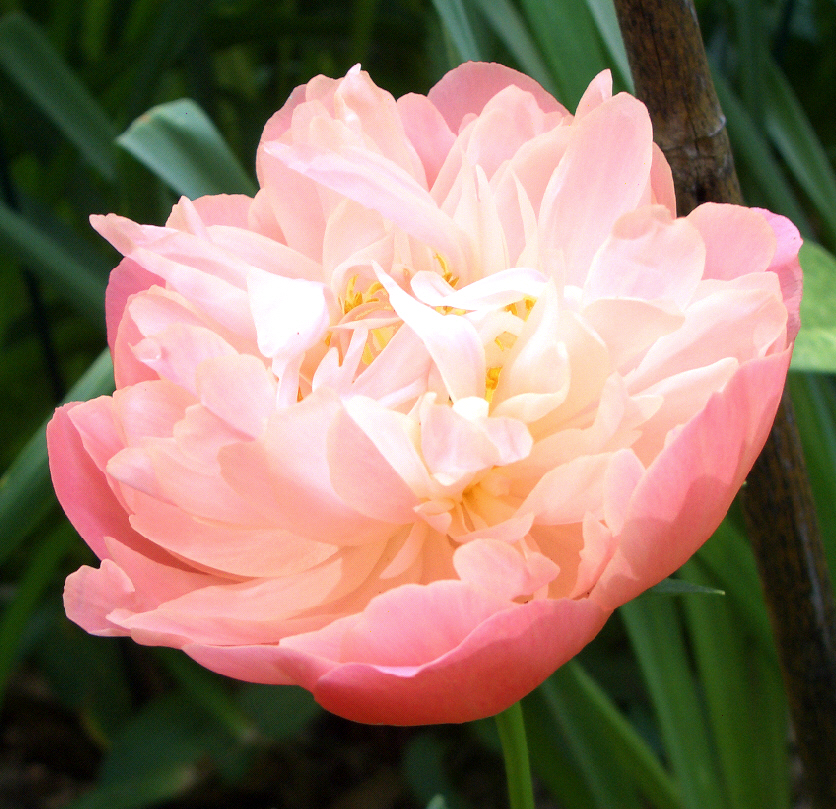
芍薬
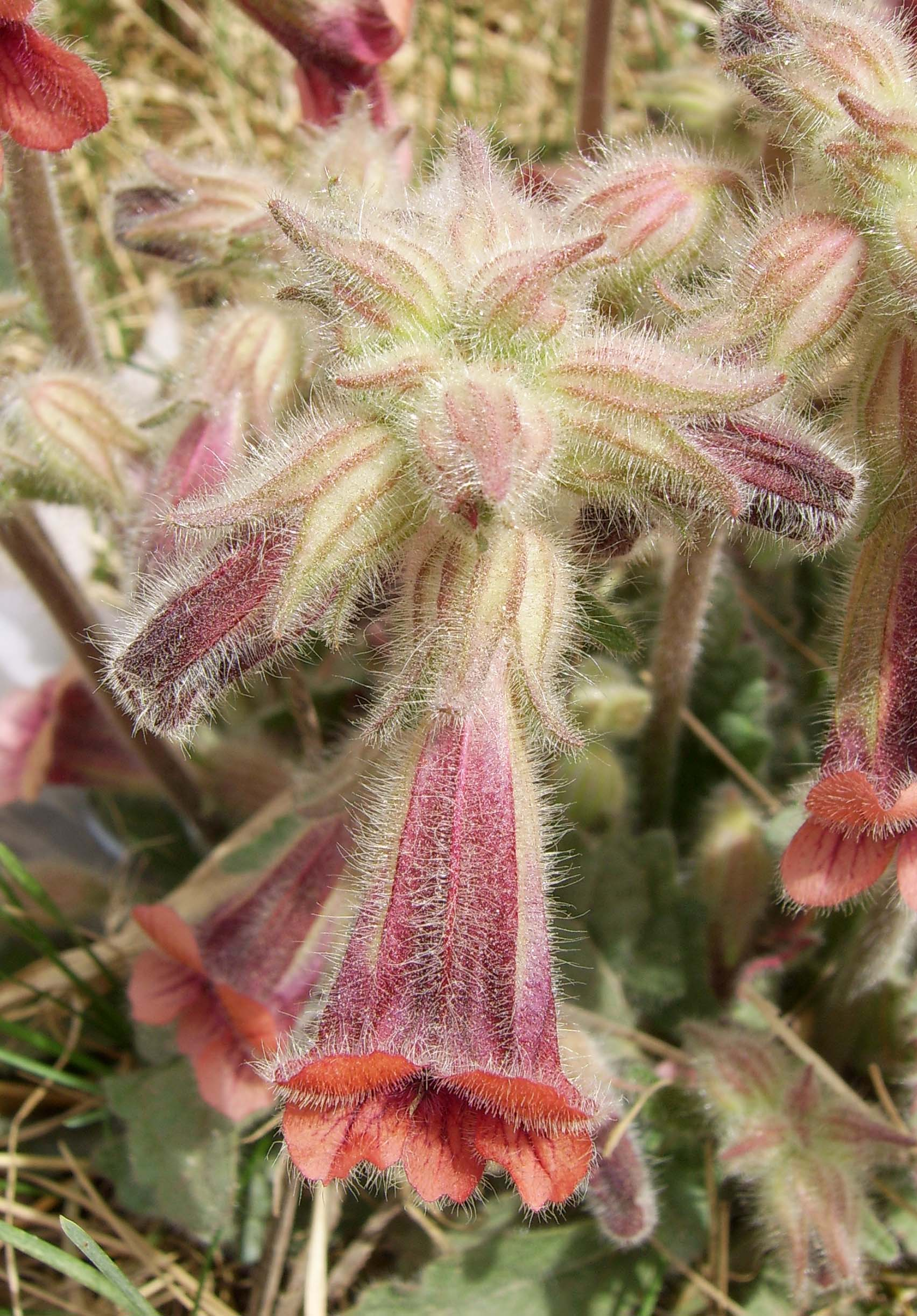
熟地黄

## 発売元
- ツムラ[9]
- クラシエホールディングス[10]
- 三和生薬株式会社[11]
- 松浦薬業株式会社[12]
- 一元製薬[13]
- ジェーピーエス製薬株式会社[14]
- 小太郎漢方製薬[15]

## 関連処方
- 温清飲：（四物湯＋黄連解毒湯）なお、黄連解毒湯：黄連＋黄芩＋黄柏＋山梔子
- 芎帰膠艾湯：（四物湯＋阿膠＋艾葉＋甘草）
- 七物降下湯：（四物湯＋黄耆＋黄柏＋釣藤鈎）
- 十全大補湯：（四物湯＋四君子湯＋黄耆＋桂皮）
- 当帰飲子：（四物湯+黄耆＋防風＋荊芥＋疾藜子＋何首烏＋甘草）
- 連珠飲：（四物湯+苓桂朮甘湯）
- 猪苓湯四物湯：（四物湯+猪苓湯）なお、猪苓湯：猪苓＋沢瀉＋茯苓＋阿膠＋滑石
- 四物血行散：（四物湯+茯苓+白朮）[16]

## その他
- 神田橋條治 - 精神科医。フラッシュバック治療に桂枝加芍薬湯と四物湯を処方した